# Приютино (Всеволожск)
Прию́тино — бывшая усадьба, а затем посёлок Приютино, с 1963 года микрорайон города Всеволожска Ленинградской области.

## География
Находится в западной части города. Высота центра микрорайона — 28 м.
Микрорайон расположен недалеко от платформы Бернгардовка Ириновского направления Октябрьской железной дороги, на 6-м километре Дороги жизни (автодорога 41К-064).
Через микрорайон протекает река Лубья.
| Ближайшие микрорайоны | Ближайшие микрорайоны | Ближайшие микрорайоны       |
| --------------------- | --------------------- | --------------------------- |
| Северо-запад:         | Север:                | Северо-восток: Бернгардовка |
| Запад:                |                       | Восток: Бернгардовка        |
| Юго-запад: Ковалёво   | Юг: Бернгардовка      | Юго-восток: Бернгардовка    |

## Усадьба Приютино
В микрорайоне находится литературно-художественный музей «Приютино», бывшая усадьба первого директора Публичной библиотеки, президента Академии художеств А. Н. Оленина.

## История
Поселение на месте современного Приютина — деревня Savisari, упоминается на шведской «Генеральной карте провинции Ингерманландии» 1704 года, составленной по материалам 1678 года.
Она же как деревня Сависари обозначена на «Географическом чертеже Ижорской земли» Адриана Шонбека 1705 года.
Затем как мыза Мяхки упомянута на карте Ингерманландии А. Ростовцева 1727 года.
Мыза Machki обозначена на карте Ингерманландии И. Б. Хомана 1734 года, она же мыза Mjaki на карте «Ингерманландии и Карелии» Императорской Академии Наук 1740 года.
На картах 1742 года мыза называлась Мяхки (Mjachki).
В 1795 году владелец мызы Рябово барон Густав Фридрикс продал за 3000 рублей ассигнациями 766 десятин земли Елизавете Марковне Олениной (урожд. Полторацкой) — жене первого директора Публичной библиотеки и президента Академии художеств Алексея Николаевича Оленина. Усадебный дом и службы новой мызы, названной Приютино, супруги Оленины начали строить на противоположном от мызы Мяки, левом берегу реки Лубьи, в месте впадения в неё Смольного (левый приток) и Глиняного (правый приток) ручьёв.
И уже в 1810 году на «Карте окружности Санкт-Петербурга» упоминается мыза Приютина.
На карте Санкт-Петербургской губернии Ф. Ф. Шуберта 1834 года близ усадьбы обозначена деревня Оленина (Приютина).

ПРИЮТИНА — деревня принадлежит действительной статской советнице Елизавете Олениной, жителей по ревизии 38 м. п., 37 ж. п. (1838 год)

После смерти Е. М. Олениной усадьба была продана в 1841 году за 40 000 рублей серебром А. Н. Олениным надворному советнику, штаб-лекарю Фердинанду Матвеевичу Адамсу.
При Адамсе усадьба была превращена в молочную ферму. При нём размеры имения уменьшились почти вдвое, а на проданных землях были устроены мызы Софиевка, Христиновка, Марьино и Васильевка. Кроме того 98 десятин земли на месте снесённой деревни Приютино в 1844 году у него купили немецкие колонисты из Ново-Саратовки и Средней Рогатки, где и основали одноимённую немецкую колонию. Позднее, в 1882 году, ещё 10 десятин земли в колонии Приютино за 800 рублей приобрёла жена колониста Е. Ф. Эйкстер.
В 1853 году мыза была продана за долги с публичных торгов, купил её генерал-майор артиллерии Александр-Карл Христианович фон Далер. Затем хозяева Приютина менялись ещё не раз.

ПРИЮТИНА — мыза г. Доллера, по просёлкам, 4 двора, 12 душ м. п. (1856 год)

Мыза упоминается на Плане генерального межевания Шлиссельбургского уезда.
К 1857 году было закончено формирование немецкой колонии Приютино на реке Лубья.

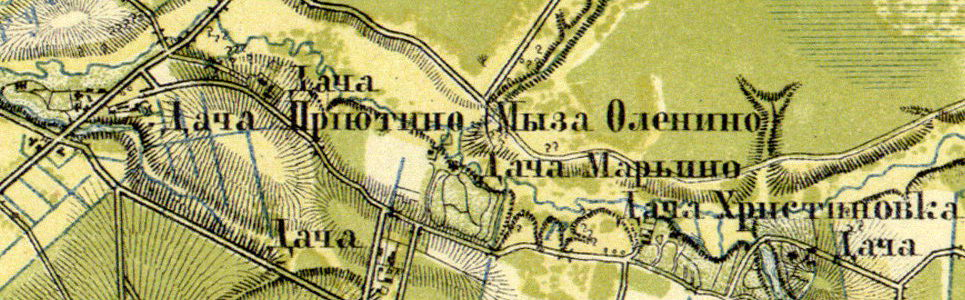
План мызы Приютино. 1860 год

В 1861 году генерал Далер умер и мыза перешла во владение его наследников.

ПРИЮТИНО — мыза г. Даллера, при речке Лубье; 3 двора, жителей 17 м. п., 8 ж. п. 

ПРИЮТИНО — дача г. Грея, при речке Лубье; 1 двор, жителей 3 м. п., 2 ж. п. 

ПРИЮТИНСКАЯ — колония немецкая, при речке Лубье; 5 дворов, жителей 17 м. п., 17 ж. п. (1862 год)

Следующим владельцем стал титулярный советник Пётр Фёдорович Серапин (1838—1893). В 1871 году он женился на Луизе Далер, получив часть мызы в приданое, а остальные части выкупил за 30 000 рублей у других наследников и тут же начал распродавать имение по частям, продав за 11 лет 101 десятину.
В 1882 году мызу Приютино, площадью 331 десятина и 1712 квадратных саженей, за 35 625 рублей купил статс-секретарь, тайный советник, член Государственного совета Егор Абрамович Перетц (1833—1899).
Почти 30 лет, начиная с 1853 года, Приютино использовалось своими владельцами как загородная дача, однако Егор Абрамович Перетц решил вернуть мызе хозяйственное значение, вновь стали засеваться поля, снова был заведён скот.

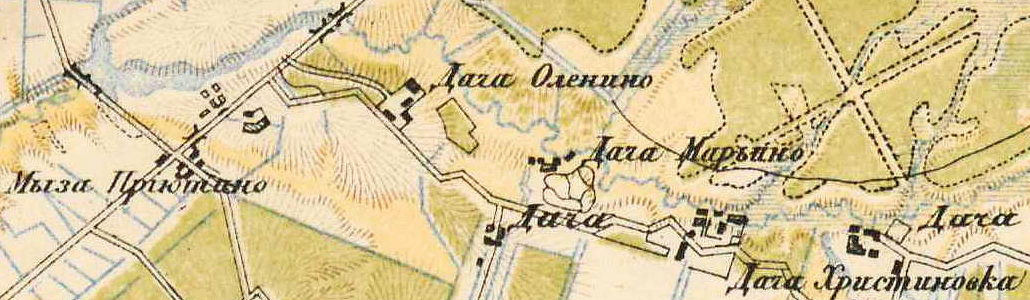
Мыза Приютино, Дача Оленино (Елизаветино), Дача Марьино, Дача (Васильевка), Дача Христиновка, Дача (Софиевка) на карте 1885 года

Согласно подворной переписи 1882 года в немецкой колонии Приютино (Приютинская) проживали 9 семей в 9 домохозяйствах, число жителей: 32 м. п., 27 ж. п. из них лютеране: 32 м. п., 26 ж. п.; основные посевные площади у колонистов занимал картофель, а также овёс и в меньшей степени рожь; в хозяйстве у них числилось 15 лошадей и 17 коров. Смежно с участками немецкой колонии Приютино находились имения других владельцев, это дача Грея и мыза Катюшино.
Смежно с участками немецкой колонии Приютино находилась мыза Катюшино площадью 24 десятины, вымежованная из земель мызы Приютино в 1882 году. Мызой владела жена капитана Екатерина Петровна Савицкая. В 1884 году она продала мызу германскому подданному В. Ф. Зебургу.
По данным 1889 года в имении у Е. А. Перетца числились 15 лошадей, 46 коров и три быка, холмогорской, ярославской и айрширской пород соответственно. Хозяйство, за 1320 рублей в год, вёл управляющий с двумя помощниками. Была в усадьбе неработающая водяная мельница. Двухэтажная дача из семи комнат и кухни сдавалась в аренду за 200 рублей в год.

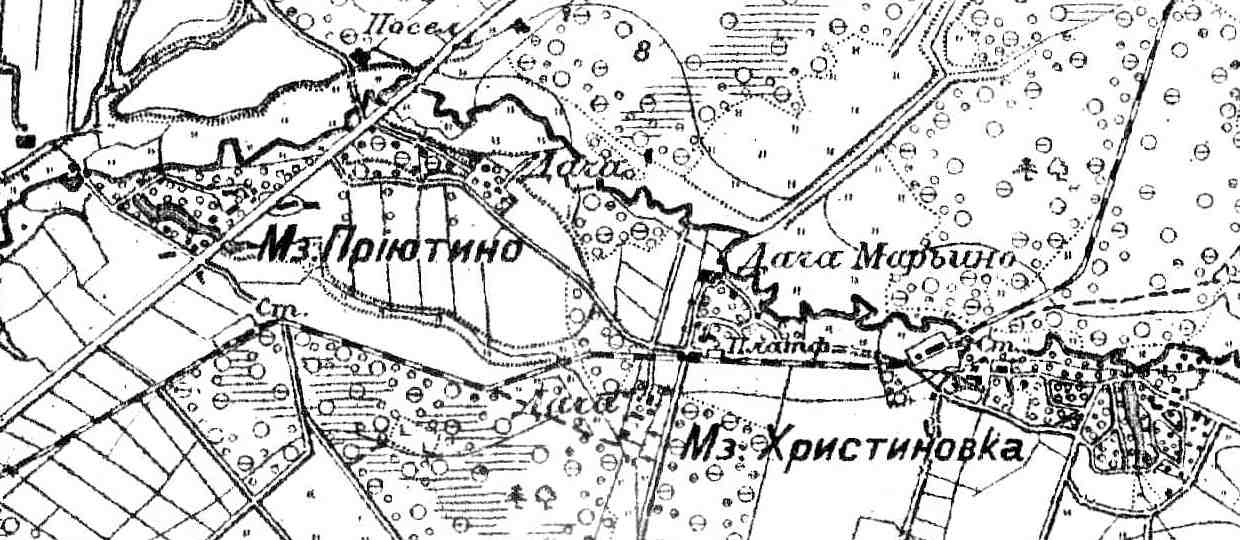
Мыза Приютино, Дача (Елизаветино), Дача Марьино, Дача (Васильевка), Мыза Христиновка, (Софиевка) и Ириновская узкоколейная железная дорога на карте 1895 года

ПРИЮТИНА — станция Ириновской жел. дороги 1 двор, 1 м. п., 1 ж. п., всего 2 чел.

ПРИЮТИНО — мыза, при Ириновском узкоколейном железнодорожном пути, при р. Лубье 1 двор, 29 м. п., 27 ж. п., всего 56 чел., детский приют для мальчиков.

ПРИЮТИНО — посёлок колонистов Новосаратовской колонии, на собственной земле, расположен при ручье и при шоссейной дороге 7 дворов, 31 м. п., 25 ж. п., всего 56 чел., смежно с усадьбой помещика генерала Перца и землей казённого ведомства.

МАПАЛО — дача, при проселочной дороге, при р. Лубье 1 двор, 4 м. п., 2 ж. п., всего 6 чел., смежно с колонией ПРИЮТИНО. (1896 год)

При последнем владельце Мартыне Александровиче Краузе, владельце молочного склада в Петербурге (ул. Радищева, 34) и потомственном почётном гражданине, купившем имение в декабре 1896 года за 55 000 рублей, сохранялись все усадебные постройки и велось образцовое хозяйство. При нём были произведены значительные мелиоративные работы, поля были дренажированы гончарными трубками, имелся кирпичный завод, который он сдавал в аренду.
В конце XIX — начале XX века усадьба административно относилась к Рябовской волости 2-го стана Шлиссельбургского уезда Санкт-Петербургской губернии.
В 1900 году у М. А. Краузе в мызе Приютино числилось 330 десятин земли.
В период между 1897 и 1904 годами мызу Катюшино приобрёл турецкий подданный Дмитрий Захарович Дросос. Он докупил пахотной земли у немецких колонистов, увеличил площадь мызы более чем в два раза и занялся молочным животноводством, составив серьёзную конкуренцию молочному производству мызы Приютино.
По данным «Памятной книжки Санкт-Петербургской губернии» за 1905 год, кроме немецкой колонии Приютино, состоящей в Новокрасненском земском обществе Рябовской волости Шлиссельбургского уезда, при усадьбе находились посёлки колонистов Санкт-Петербургского уезда:

ПРИЮТИНО — селение Новосаратовского сельского общества Новосаратовской волости, число домохозяев — 3, наличных душ — 25; Количество земли — 45 дес., собственная.

ПРИЮТИНО — селение Среднерогатского сельского общества Среднерогатской волости, число домохозяев — 3, наличных душ: 15 м. п., 11 ж. п.; Количество земли — 21 дес. (1905 год)

Кирпичный завод М. А. Краузе закрылся в 1905 году, а земли осталось 319 десятин.
В 1909 году на землях мызы Приютино был размежован дачный посёлок Медведево. Посёлок располагался к западу от земель немецких колонистов и примыкал к Ириновской железной дороге с северной стороны. В 1914 года земли посёлка были отчуждены Ржевским артиллерийским полигоном. Кроме того, в марте 1914 года Морское министерство произвело отчуждение для нужд артиллерийского полигона мызы Катюшино.
Последний владелец мызы М. А. Краузе в 1911 году продал производственные мощности имения Приютино сельскохозяйственному товариществу прибалтийских дворянских имений «Помещик». В 1916 году он через Финляндию эмигрировал в Германию.
30 июня 1918 года имение Приютино было национализировано и перешло в ведение земельного отдела Рябовского волисполкома. На его основе был организован совхоз «Приютино», объединивший 129 работников, управляющим которого был назначен бывший служащий молочного склада А. П. Гричун.
К 1921 году совхоз «Приютино» насчитывал 45 коров, 16 лошадей и 100 га пашни.
В 1924 году управляющим совхозом был Рихард Иванович Иоэссар (1886–1938), председателем рабочего комитета — Михаил Викторович Воронков.

ПРИЮТИНО — совхоз, Всеволожского сельсовета, Ленинской волости, 54 хозяйства, 146 душ.

Из них русских — 34 хозяйства, 98 душ; финнов-суоми — 1 хозяйство, 4 души; немцев — 3 хозяйства, 9 душ; эстов — 7 хозяйств, 15 душ; поляков — 5 хозяйств, 12 душ; латышей — 3 хозяйства, 6 душ; евреев — 1 хозяйство, 2 души. (1926 год)

В 1926 году немецкая колония Приютино насчитывала 12 человек. В том же году совхоз «Приютино» был объединён с совхозом «Щеглово».
В 1929 году в объединённом совхозе «Приютино-Щеглово» насчитывалось 400 голов молочного скота, 144 лошади и 543 га пашни.
В 1930 году общая площадь совхоза составляла 2417 га, посевных площадей — 550 га, огородов — 300 га, а также имелось 736 голов крупного рогатого скота. Совхоз принадлежал Молочно-огородному тресту.

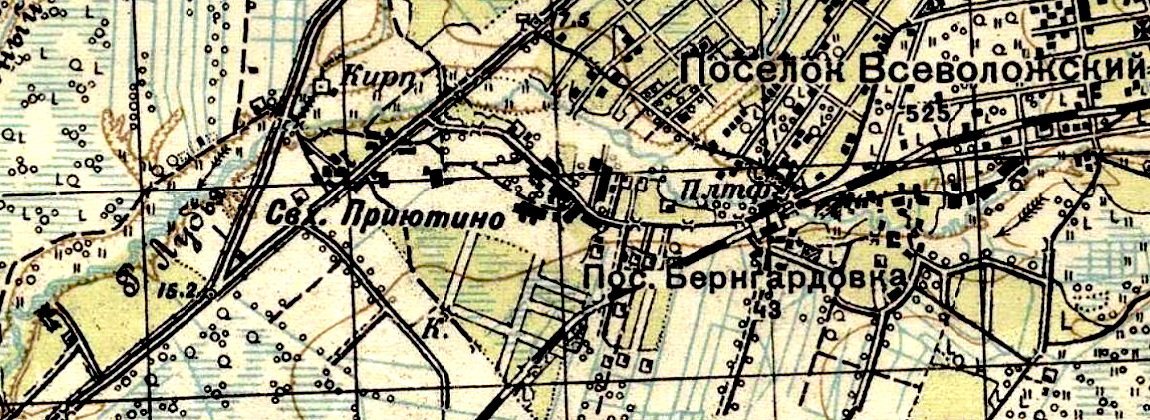
Совхоз «Приютино» на карте 1931 года

В 1938 году население посёлка совхоза Приютино насчитывало 675 человек, из них русских — 650 и финнов — 25 человек.
В 1940 году посёлок Приютино насчитывал 12 дворов.
В годы войны близ Приютина был разбит ложный аэродром, на котором располагались макеты истребителей, сколоченные из досок и фанеры. Существовал около него и настоящий аэродром. Располагался он между пятым и шестым километром, проходившего через Приютино автомобильного пути знаменитой Дороги жизни. В самом здании усадьбы Приютино находился командный пункт эскадрильи, столовая и жильё для лётчиков.
21 января 1958 года Всеволожский райисполком принял решение восстановить парк и пруд усадьбы Приютино.
В 1963 году посёлок Приютино вошёл в состав города Всеволожска.
В настоящее время на территории микрорайона, кроме музея-усадьбы, находятся два складских комплекса, две автозаправки, СТО и жилые дома по улице Приютинской.

## Фото

Памятник лётчикам-балтийцам на Дороге жизни
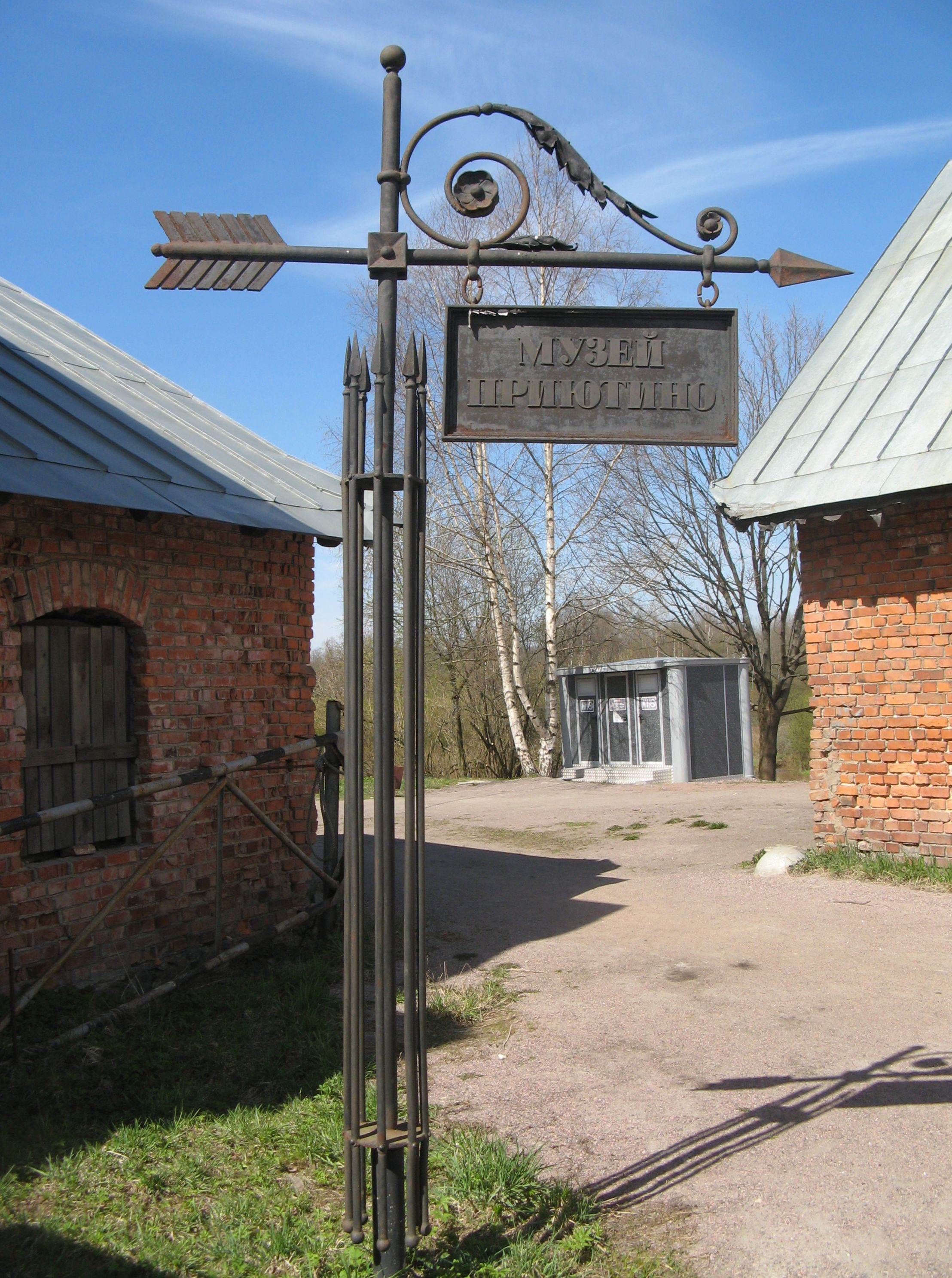
Вход в музей
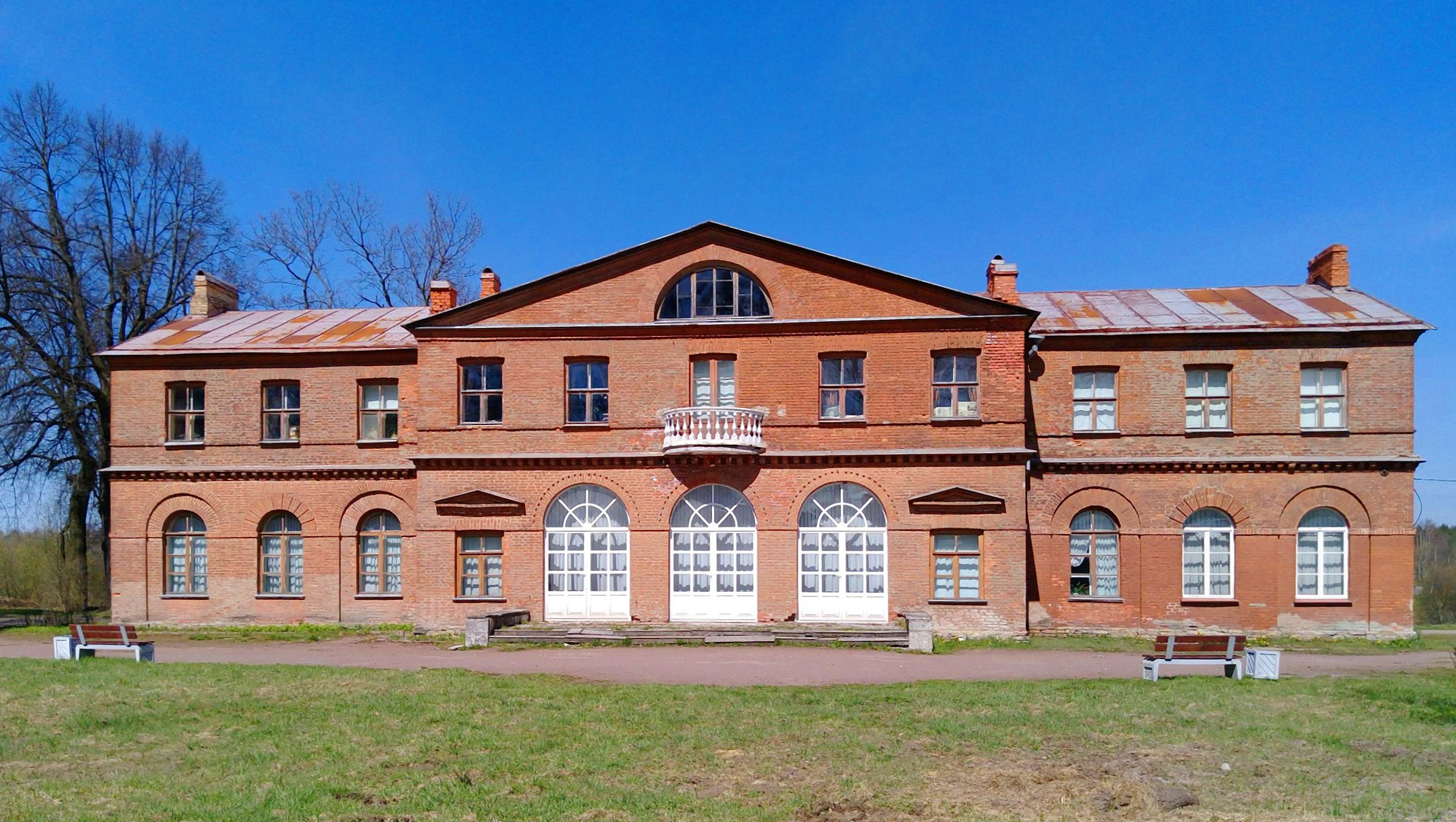
Господский дом усадьбы Приютино

## Известные жители
В начале 1955 года русский советский поэт Николай Рубцов устроился на работу слесарем-сборщиком в Приютине. Здесь же он жил во время отпуска с эсминца Северного военно-морского флота, на котором служил с 1955 по 1959 год и написал стихотворения «О собаках» и «Морские выходки».